# ФКИ Таллинн
ФКИ Таллинн (англ. FCI Tallinn - Football Club Infonet Tallinn) — эстонский футбольный клуб из города Таллин, до конца сезона 2017 года выступавший в Премиум Лиге Эстонии, после чего было объявлено об объединении клуба с другой столичной командой — «ФК Левадией». Объединённая команда получила название «ФКИ Левадия».
Чемпион Эстонии по футболу 2016 года, обладатель Кубка и Суперкубка страны 2017 года.

## Прежние названия
- 2002—2016 год — «FC Infonet»
- 2016—2023 год — «FCI Tallinn»

## История
Официальная дата основания клуба 29 января 2002 года. Первоначально клуб был основан на базе детской команды 1995/96 года рождения. В конце 2010 года клуб был объединен с вышедшим в Первую лигу клубом ФК «Атлетик Таллинн» и детским футбольным клубом ФК «Берси». 
Перед стартом в Эсилиге был приобретён ряд квалифицированных игроков, а главным тренером стал Андрей Борисов. В Первой лиге ФК «Инфонет» занял второе место, забив сто один мяч и уступив только столичному клубу «Калев», а нападающий клуба Максим Рычков с 40 голами стал лучшим бомбардиром турнира. Таким образом, клуб получил право сыграть в плей-офф турнира с девятой командой высшей лиги ФК «Куресааре», но уступил по сумме двух матчей: 0:1 дома и 4:1 в гостях. Перед новым сезоном в ФК «Инфонет» перешёл ряд опытных футболистов, имеющих опыт выступления в Мейстрилиге, главным тренером команды был назначен Александр Пуштов. По итогам 2012 года «Инфонет» занял первое место в Эсилиге, набрав 83 очка, а ивуарийский форвард Манушо, в том же году перешедший в «Инфонет» из «Нымме Калью», с 31 голами стал лучшим бомбардиром турнира. Выиграв Эсилигу, клуб получил право перейти в высшую лигу чемпионата Эстонии, где дебютировал в 2013 году.
В дебютном для себя сезоне в Высшей лиге команда заняла шестое место. В 2014 году «Инфонет» выступил ещё лучше, заняв пятое место, набрав рекордные для себя 66 очков и забив 80 мячей за сезон. Ивуарийский форвард Манушо с 30 забитыми мячами вновь стал лучшим бомбардиром клуба и третьим в списке бомбардиров чемпионата. В сезоне 2015 года команда забила 50 голов и набрала 62 очка, заняв четвёртое место.
13 июля 2015 года в рамках первого раунда кубка Эстонии «Инфонет» победил любительский клуб «Виртсу» с рекордным для европейского клубного футбола счётом 36:0, тем самым повторив рекорд шотландского футбольного клуба «Арброат» 130-летней давности.
21 мая 2016 года таллинский футбольный клуб «Флора» в финале кубка Эстонии победил «Калев» из Силламяэ в дополнительное время со счётом 3:0. Таким образом, четвёртая команда высшей лиги сезона 2015 года «Инфонет» получила право представлять Эстонию в еврокубках. Впервые в своей истории команда выступала в первом квалификационном раунде Лиги Европы сезона 2016/17, где её соперником был шотландский клуб «Хартс». Игра в Эдинбурге закончилась победой шотландцев со счётом 2:1, а в Таллине также победу одержал «Хартс» — 2:4. В сентябре стало известно, что из-за требований УЕФА «Инфонет» вынужден был сменить название и со следующего сезона стал называться «FCI Tallinn». По итогам сезона команда впервые стала чемпионом Эстонии.
В зимнее трансферное окно клуб пополнили Кирилл Нестеров, Роман Нестеровски, Альберт Проса, Александр Тумасян. 26 февраля 2017 года «ФКИ Таллинн» впервые стал обладателем Суперкубка Эстонии, обыграв со счётом 5:0 столичную команду «Флора». 27 мая в финале Кубка Эстонии со счётом 2:0 команда выиграла у футбольного клуба «Таммека». В итоге «ФКИ Таллинн» выиграл все три трофея за сезон. 27 июня команда в рамках первого квалификационного раунда Лиги Чемпионов на выезде проиграла со счётом 0:2 мальтийскому клубу «Хибернианс», а домашняя встреча также закончилась поражением эстонской команды со счётом 0:1. 30 июня исполняющим обязанности главного тренера стал Сергей Брагин, который сменил на этом посту Александра Пуштова. 29 июля команду возглавил сербский специалист Александар Рогич. Сезон команда закончила на четвёртом месте, а игрок Альберт Проса стал лучшим бомбардиром чемпионата. 6 ноября 2017 года состоялась пресс-конференция президентов клубов Левадии и Инфонет, где было объявлено об их объединении .  Объединенная команда получила название «ФКИ Левадия» (FCI Levadia) и главным тренером стал Александар Рогич.
В сезоне 2018 года третий состав «Левадии» и молодежь «Инфонета» стали играть во второй лиге чемпионата Эстонии (четвёртый по силе дивизион) под именем «ФКИ Таллинн». В структуре объединённого клуба это стал третий состав после основы и дубля «ФКИ Левадия». Тренером стал Вячеслав Смирнов. В 1/4 Кубка Эстонии 2017/18 команда со счётом 0:6 проиграла клубу «Нарва-Транс».
В сезоне 2022 года команда выиграла чемпионат по  второй лиге, но не смогла перейти в первую лигу по регламенту футбольного союза. 
В сезоне 2023 года команда стала играть во второй лиге под названием FCI Levadia U19. 

## Символика клуба
Традиционные цвета «ФКИ Таллинн» — белый и чёрный, классическая раскраска формы представляет собой чёрные футболки с белыми вставками, чёрные трусы и чёрные гетры. Для выездной формы используются белые цвета с чёрными вставками. Техническим спонсором всех форм команды является «Joma», а титульным — эстонская компания «Инфонет». На данный момент домашняя форма «ФКИ Таллинн» представляет собой чёрные футболки с белым узором. Упрощённый логотип клуба, располагается на левой стороне футболки, а логотип «Joma» белого цвета — на правой стороне; по центру футболки находится логотип компании «Инфонет» — надпись «Infonet». Эта футболка идёт в комплекте с шортами и гетрами чёрного цвета.
В 2015 году у команды появился талисман — «чертёнок Бисти», за которым закреплён номер 13. Клуб имеет официально разрешение от владельца прав на использование талисмана Маршалла Кирка МакКузика. Во время официальных игр человек, одетый в костюм Бисти, поддерживает команду и подбадривает болельщиков, а также фотографируется с любым желающим.
Девиз клуба — «Качество — это наша цель!».

## Статистика выступлений

### Результаты выступлений
| Сезон | Лига                   | Поз | И  | В  | Н  | П  | ЗГ  | ПГ | Р   | О  | Лучший бомбардир            |
| --- | ---------------------- | --- | -- | -- | -- | -- | --- | -- | --- | -- | --------------------------- |
| 2011 | Эсилига                | 2   | 36 | 19 | 11 | 6  | 101 | 47 | +54 | 68 | Максим Рычков (40)          |
| 2012 | Эсилига                | 1   | 36 | 26 | 5  | 5  | 94  | 33 | +61 | 83 | Манушо (31)                 |
| 2013 | Премиум лига           | 6   | 36 | 10 | 8  | 18 | 36  | 56 | -20 | 38 | Манушо (6)                  |
| 2014 | Премиум лига           | 5   | 36 | 19 | 9  | 8  | 80  | 44 | +36 | 66 | Манушо (30)                 |
| 2015 | Премиум лига           | 4   | 36 | 17 | 11 | 8  | 50  | 32 | +18 | 62 | Владислав Козлов (12)       |
| 2016 | Премиум лига           | 1   | 36 | 24 | 8  | 4  | 74  | 33 | +41 | 80 | Владимир Воскобойников (12) |
| 2017 | Премиум лига           | 4   | 36 | 20 | 5  | 11 | 103 | 47 | +56 | 65 | Альберт Проса (27)          |
| 2018 | II лига, Северо-Восток | 2   | 26 | 18 | 3  | 5  | 71  | 29 | +42 | 57 | Алексей Швед (16)           |
| 2019 | II лига, Северо-Восток | 1   | 26 | 20 | 4  | 2  | 85  | 24 | +61 | 64 | Сандер Пабо (29)            |
| 2020 | II лига, Северо-Восток | 3   | 26 | 19 | 0  | 7  | 86  | 25 | +61 | 57 | Сандер Пабо (16)            |
| 2021 | II лига, Северо-Восток | 3   | 23 | 15 | 4  | 4  | 74  | 26 | +48 | 49 | Сандер Пабо (14)            |
| 2022 | II лига, Северо-Восток | 1   | 26 | 20 | 3  | 3  | 61  | 16 | +45 | 63 | Алексей Швед (11)           |
| И — игры; В — выигрыши, Н — ничьи, П — поражения, ЗГ — забито голов, ПГ- пропущено голов, Р — разница голов |                        |     |    |    |    |    |     |    |     |    |                             |

### Рекорды
- Самая крупная победа во всех соревнованиях: 36:0 — против «Виртсу», Кубок Эстонии, 13 июня 2015 года[42].

### Вторая команда
Команда «Инфонет II»/«ФКИ Таллин U21» играла во II лиге (2011—2013), Эсилиге Б (2014) и Эсилиге (2015—2017).
Также в 2015 году третья команда играла в IV лиге.

## Выступления в еврокубках
| Сезон   | Турнир              | Раунд                         | Соперник          | Дома | В гостях | Общий счёт |  |
| ------- | ------------------- | ----------------------------- | ----------------- | ---- | -------- | ---------- |  |
| 2016/17 | Лига Европы УЕФА    | Первый квалификационный раунд | Харт оф Мидлотиан | 2:4  | 1:2      | 3:6        |  |
| 2017/18 | Лига чемпионов УЕФА | Первый квалификационный раунд | Хибернианс        | 0:1  | 0:2      | 0:3        |  |

## Достижения

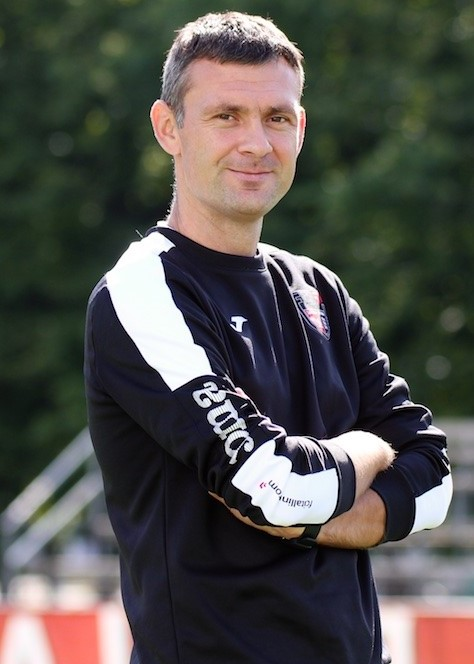
Александар Рогич — главный тренер в 2017 году

- Победитель Чемпионата Эстонии (1): 2016
- Обладатель Кубка Эстонии (1): 2017
- Обладатель Суперкубка Эстонии (1): 2017
- Победитель первой лиги Эстонии (1): 2012

## Главные тренеры
| Тренер                | Гражданство | Начало       | Конец         |
| --------------------- | ----------- | ------------ | ------------- |
| Андрей Борисов        | Эстония     | 2011         | 2011          |
| Александр Пуштов      | Эстония     | 2011         | 30 июня 2017  |
| Сергей Брагин (и. о.) | Эстония     | 1 июля 2017  | 29 июля 2017  |
| Александр Рогич       | Сербия      | 29 июля 2017 | 5 ноября 2017 |